# Otto M. Møller
 Ikke at forveksle med Otto Møller.
Otto Martin Møller (født 3. oktober 1860 i København, død 25. maj 1898 sammesteds), var en dansk forfatter og kongelig translatør (portugisisk).
Møller debuterede som lyriker og dramatiker, men har dog især som forfatter af fortællinger og romaner været meget produktiv og for enkelte af sine bøger haft en stor læsekreds, ikke alene i Danmark, men også – gennem oversættelse – i Sverige, Tyskland, Holland, Italien, Frankrig, Rumænien og USA.
Hans mest kendte udgivelser er Reformatoren fra Galilæa, en fortælling fra det gamle Palæstina (1885) og romanen Guld og Ære (1895). Andre bøger af ham er Nina. En psykologisk Skildring (1883), Forlovede Eksistenser, Studier og Skizzer (1885), Unge Ægtefolk (1889), Lys over Landet (1892), Overmennesker (1897) og romanen Millionærens Pilegrimsfærd (1898).
Møller var forholdsvis kendt i sin samtid, men er siden hen blevet glemt af offentligheden, formentlig på grund af sin alt for tidlige død. Forfatteren synes dog at være genopdaget i det enogtyvende århundrede, med en genudgivelse af "Guld og Ære", både i almindelig bogudgave og som lydbog (2006), samt "Millionærens Pilegrimsfærd" som lydbog (2007).